# Llano Grande, Michoacán de Ocampo
Llano Grande är en ort i Mexiko.   Den ligger i kommunen Irimbo och delstaten Michoacán de Ocampo, i den södra delen av landet, 150 km väster om huvudstaden Mexico City. Llano Grande ligger 2 509 meter över havet och antalet invånare är 144.
Terrängen runt Llano Grande är huvudsakligen kuperad, men västerut är den bergig. Runt Llano Grande är det ganska tätbefolkat, med 124 invånare per kvadratkilometer. Närmaste större samhälle är Ciudad Hidalgo, 10,5 km söder om Llano Grande. I omgivningarna runt Llano Grande växer huvudsakligen savannskog.